# Mawana
Mawana är en stad i den indiska delstaten Uttar Pradesh, och tillhör distriktet Meerut. Folkmängden uppgick till 81 443 invånare vid folkräkningen 2011.